# Kreis Ballens
| Kreis Ballens           | Kreis Ballens     |
| Basisdaten              | Basisdaten        |
| ----------------------- | ----------------- |
| Staat:                  | Schweiz           |
| Kanton:                 | Waadt (VD)        |
| Bezirk:                 | Aubonne           |
| Hauptort:               | Ballens           |
| Fläche:                 | 67,04 km²         |
| Einwohner:              | 4368 (31.12.2023) |
| Bevölkerungsdichte:     | 65 Einw. pro km²  |
| Aufgehoben am:          | 31. Dezember 2006 |
| Karte                   |                   |
| Karte von Kreis Ballens |                   |

Der Kreis Ballens (französisch Cercle de Ballens) war bis zum 31. August 2006 eine Verwaltungseinheit des Bezirks Aubonne im Kanton Waadt in der Schweiz. Sitz des Kreisamtes war Ballens.
Der Kreis umfasste fünf Gemeinden und war 67,04 km² gross. Die Gemeinden des ehemaligen Kreises zählten Ende 2023 4368 Einwohner.
| Wappen    | Name der Gemeinde | Einwohner (31. Dezember 2023) | Fläche in km² | Einw. pro km² |
| --------- | ----------------- | ----------------------------- | ------------- | ------------- |
| Apples    | Apples            | 1453                          | 12,93         | 112           |
| Ballens   | Ballens           | 576                           | 8,45          | 68            |
| Berolle   | Berolle           | 304                           | 9,61          | 32            |
| Bière     | Bière             | 1713                          | 25,06         | 68            |
| Mollens   | Mollens (VD)      | 322                           | 10,99         | 29            |
| Total (5) | Total (5)         | 4368                          | 67,04         | 65            |